# Chambon (Charente Marítimo)
 Chambon  es una comuna y población de Francia, en la región de Poitou-Charentes, departamento de Charente Marítimo, en el distrito de Rochefort y cantón de Aigrefeuille-d'Aunis.
Su población en el censo de 1999 era de 739 habitantes.
Está integrada en la Communauté de communes de la Plaine d'Aunis.

## Demografía
| 634 | 566 | 554 | 634 | 730 | 739 |
| Para los censos de 1962 a 1999 la población legal corresponde a la población sin duplicidades (Fuente: INSEE [Consultar]) |     |     |     |     |     |